# ネルソン・アコスタ
ネルソン・アコスタ（Nelson Bonifacio Acosta López、1944年6月12日 - ）は、ウルグアイの元サッカー選手。元ウルグアイ代表。ポジションはミッドフィールダー。

## 来歴
1971年にウルグアイ代表デビュー。コパ・アメリカ1975に出場した。1976年までに7試合に出場した。

## 代表歴

### 試合数
- 国際Aマッチ 7試合 0得点（1971年-1976年）[1]

| ウルグアイ代表 | 国際Aマッチ | 国際Aマッチ |
| 年             | 出場        | 得点        |
| -------------- | ----------- | ----------- |
| 1971           | 3           | 0           |
| 1972           | 0           | 0           |
| 1973           | 0           | 0           |
| 1974           | 0           | 0           |
| 1975           | 2           | 0           |
| 1976           | 2           | 0           |
| 通算           | 7           | 0           |